# John Griggs Thompson
Pour les articles homonymes, voir John Thomson et Thomson.
 (mars 2020).
Si vous disposez d'ouvrages ou d'articles de référence ou si vous connaissez des sites web de qualité traitant du thème abordé ici, merci de compléter l'article en donnant les références utiles à sa vérifiabilité et en les liant à la section « Notes et références ».
John Griggs Thompson est un mathématicien américain né le 13 octobre 1932 à Ottawa (Kansas).

## Biographie
Il a reçu son Bachelor of Arts à l'université Yale en 1955 et son doctorat à l'université de Chicago en 1959 sous la direction de Saunders Mac Lane.
Il s'est rendu ensuite à l'université de Cambridge en 1970 puis à l'université de Floride. Il est actuellement professeur émérite en mathématiques à l'université de Cambridge et professeur de mathématiques à l'université de Floride.
Il est particulièrement connu pour son travail concernant les groupes finis. Il est considéré comme une figure clef dans l'avancement de la classification des groupes finis simples, en raison notamment du théorème de Feit-Thompson. Il a aussi apporté une contribution majeure dans le problème inverse de Galois.

## Prix et récompenses
Il a reçu la médaille Fields en 1970 et, avec Jacques Tits, le prix Abel en 2008.
Il a également reçu le prix Cole en 1965, le prix Senior Berwick en 1982, la médaille Sylvester en 1985 et le prix Wolf de mathématiques en 1992.